# Војводство Баварска
Војводство Баварска била је од 6. до 17. века погранични регион у југоисточном делу меровиншког краљевства, а њоме су управљале војводе под врховном франачком влашћу. Крајем 9. века створено је ново војводство у овој области. Оно је било једно од матичних војводстава Краљевине Немачке и Светог римског царства.
Између 1070. и 1180. цар Светог римског царства је наилазио на отпор у Баварској, нарочито од династије Велф. У коначном сукобу између војводе Хајнриха Лава и хоенштауфенског цара Фридриха Барбаросе, победу је однео Фридрих и одузео Хајнриху све његове поседе. Баварска је потом предата династији Вителсбах, која ју је држала све до 1918.